# Seututie 947
Pour les articles homonymes, voir Route 947.
La route régionale 947 (finnois : Seututie 947) est une route régionale allant Posio jusqu'à Maaninkavaara en Finlande,,.

## Présentation
La seututie 947 est une route régionale de Laponie.